# Pedro Rosas y Belgrano
Pedro Rosas y Belgrano (perto de Santa Fe, 30 de julho de 1813 - Buenos Aires, setembro de 1863) foi um militar argentino.